# Alexandra Stahl

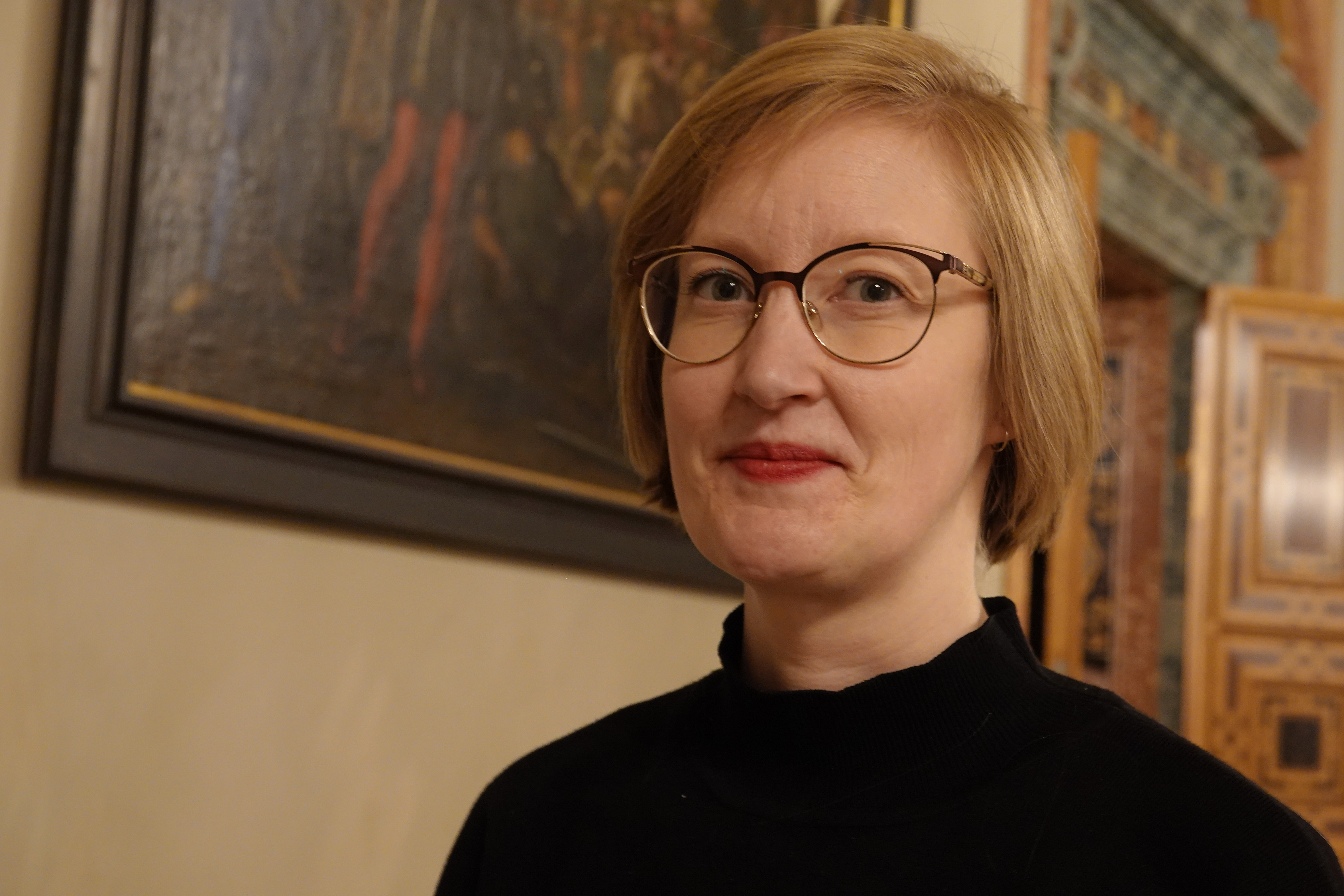
Alexandra Stahl 2024

Alexandra Stahl, * 21. Juni 1986 im Main-Tauber-Kreis, ist eine deutsche Journalistin und Schriftstellerin.

## Leben
Alexandra Stahl wuchs in Unterfranken auf. An der Universität Würzburg studierte sie Amerikanistik, Englische Literaturwissenschaft und Geschichte. Ihre Studien vertiefte sie mit Aufenthalten in New York, Washington D.C. und Stockholm. Nach Abschluss ihres Magisterexamens machte Stahl ein Volontariat bei der Deutschen Presse-Agentur, wo sie anschließend als Nachrichtenredakteurin und Reporterin mit den Schwerpunkten Kultur, Gesellschaft und Reise arbeitete.
Seit 2020 ist  Alexandra Stahl freie Autorin. Sie schreibt Prosa, Reisereportagen und Essays. Schon bei Veröffentlichung ihres ersten Romans Männer ohne Möbel (2021) fiel ihr eigener Ton auf. Die Literaturkritikerin Shirin Sojitrawalla schrieb:
Alexandra Stahl besitzt das Talent, mit schmalen Sätzen zu glänzen. „Ich klappte das Internet zu“ ist so ein Satz. „Der Sex dauerte ein Lied“ ein anderer. Eine Kapitelüberschrift lautet „Ein Duschgel Lebensfreude später“, eine andere „Alles kaputt“. 
Stahl selbst äußerte in einem Interview des Bayerischen Rundfunks:
Mir ist der Sound und Ton eigentlich viel wichtiger als das, was passiert. Ich kann gar nicht schreiben, wenn ich nicht den richtigen Ton habe. Das trägt den Text. Und ich glaube, wenn man den hat, kann man auch diese Themen machen, die vielleicht schon hundertmal erzählt wurden, weil man sie halt auf seine Weise über seinen Ton erzählt.
Alexandra Stahl lebt in Berlin.

## Auszeichnungen & Stipendien
(Quelle: )
- 2019: Finalistin beim 27. open mike
- 2020: Stadtschreiberin in Rijeka/Kroatien
- 2021: Stipendiatin des Klagenfurter Literaturkurses beim Ingeborg Bachmann-Preis[6]
- 2021: Arbeitsstipendium deutschsprachige Literatur für Berliner Autor*innen
- 2022: Artist in Residence Krems an der Donau
- 2022: VG Wort Neustart Kultur Förderstipendium
- 2022: Stadtschreiberin im Nordseebad Otterndorf
- 2023: Aufenthaltsstipendium Künstlerhof Schreyahn
- 2024: Arbeitsstipendium deutschsprachige Literatur für Berliner Autor*innen
- 2024: Artist in Residence Museumsquartier Wien
- 2024: Nominierung für den Bayerischen Buchpreis[7]

## Werke
- Männer ohne Möbel, Roman, (Jung und Jung), Salzburg 2021
- John Belushi. Kurzgeschichte (DAS GRAMM #10), Berlin 2022.
- Wenn, dann trifft es uns beide,  Kurzgeschichten, (Jung und Jung), Salzburg 2022
- Frauen, die beim Lachen sterben, Roman,  (Jung und Jung), Salzburg 2024